# 제9회 일본 참의원 의원 통상선거
제9회 일본 참의원의원 통상선거는 1971년 6월 27일에 시행된 일본 참의원의원의 선거이다.

## 선거 정보

### 투표일
- 1971년 6월 27일

### 선거권자
- 선거권자 71,177,667명

## 선거 결과

### 투표자수
- 전국구 42,160,743명
- 지역구 42,164,015명

### 투표율
- 전국구 - 59.23%

- 남성 : 59.13%
- 여성 : 59.33%

- 지역구 - 59.24%

- 남성 : 59.14%
- 여성 : 59.33%

### 정당별 획득 의석
| 정당       | 지역구 | 전국구 | 당선자 합계 | 의석수 |
| ---------- | ------ | ------ | ----------- | ------ |
| 자유민주당 | 41     | 21     | 62          | 135    |
| 일본사회당 | 28     | 11     | 39          | 66     |
| 공명당     | 2      | 8      | 10          | 23     |
| 민주사회당 | 2      | 4      | 6           | 13     |
| 일본공산당 | 1      | 5      | 6           | 10     |
| 무소속     | 1      | 1      | 2           | 5      |
| 합계       | 75     | 50     | 125         | 250    |

### 전국구 득표 결과
| 정당       | 득표수     | 득표율 | 당선인 |
| ---------- | ---------- | ------ | ------ |
| 자유민주당 | 17,759,395 | 44.5%  | 21     |
| 일본사회당 | 8,494,264  | 21.3%  | 11     |
| 공명당     | 5,626,293  | 14.1%  | 8      |
| 일본공산당 | 3,219,307  | 8.1%   | 5      |
| 민주사회당 | 2,441,509  | 6.1%   | 4      |
| 기타       | 48,300     | 0.1%   |        |
| 무소속     | 2,342,517  | 5.9%   | 1      |
| !총합      | 39,931,584 |        | 50     |

### 주요 정당
| - 자유민주당 - 135석 | 총재 사토 에이사쿠 | 간사장 다나카 가쿠에이 |

| - 일본사회당 - 66석 | 중앙집행위원장 나리타 도모미 | 서기장 야마모토 고이치 |

| - 공명당 - 23석 | 중앙집행위원장 다케이리 요시가쓰 | 서기장 야노 준야 |

| - 민사당 - 13석 | 중앙집행위원장 가스가 잇코 | 서기장 사사키 료사쿠 |

| - 일본공산당 - 10석 | 의장 노사카 산조 | 서기장 미야모토 겐지 |